# Epex
Epex (кор. 이펙스, Ipekseu, стилізований як EPEX, скорочення від Eight Apex) — південнокорейський бой-бенд із восьми учасників, сформований C9 Entertainment у 2021 році, до складу якого ввійшли Віш, Ким, Мю, А-Мін, Бексин, Ейден, Єван і Джефф. Гурт дебютував 8 червня 2021 року зі своїм першим мініальбомом під назвою Bipolar Pt.1: Prelude of Anxiety.

## Кар'єра

### Додебютний період
Ким — колишній учасник програми Mnet Produce X 101. Як 2-річний стажувальник, який представляв C9 Entertainment, він вибув у фінальному епізоді та посів 17 місце.

### 2021: дебют ізBipolar Pt.1: Prelude of AnxietyтаBipolar Pt.2: Prelude of Love
1 березня 2021 року C9 Entertainment відкрили кілька облікових записів, заявивши, що вони стануть обліковими записами для їхнього нового ідол-гурту.
1 квітня 2021 року було оголошено офіційну назву гурту — EPEX, що означає «Eight Apex». Кажуть, що значення гурту полягає в тому, що зібрання восьми молодих людей досягає восьми різних вершин.
7 травня 2021 року на акаунтах гурту в соціальних мережах був опублікований тизер під назвою «Prelude of Anxiety» (укр. «Прелюдія тривоги»). Їхній дебютний мініальбом Bipolar Pt.1: Prelude of Anxiety та його головний сингл «Lock Down» вийшли 8 червня.
24 вересня 2021 року на акаунтах гурту у соціальних мережах вийшов тизер під назвою «Prelude of Love» (укр. «Прелюдія кохання»). Їхній другий мініальбом Bipolar Pt.2: Prelude of Love і головний сингл «Do 4 Me» вийшли 26 жовтня.

### 2022:Prelude of Anxiety Chapter 1. '21st Century Boys'
15 березня 2022 року на акаунтах гурту був опублікований тизер під назвою «21st Century Boys» (укр. «Хлопці 21 століття»). Їхній третій мініальбом Prelude of Anxiety Chapter 1. '21st Century Boys' і його провідний сингл «Anthem of Teen Spirit» вийшов 11 квітня.

## Учасники
Адаптовано з профілю Naver і профілю вебсайту.
| Сценічний псевдонім | Сценічний псевдонім | Сценічний псевдонім | Справжнє ім'я | Справжнє ім'я  | Справжнє ім'я | Дата народження            | Позиція у гурті              |
| Українською         | Латиницею           | Хангилем            | Українською   | Латиницею      | Хангилем      | Дата народження            | Позиція у гурті              |
| ------------------- | ------------------- | ------------------- | ------------- | -------------- | ------------- | -------------------------- | ---------------------------- |
| Віш                 | Wish                | 위시                | Квак Давіт    | Kwak Da Wit    | 곽다윗        | 11 червня 2002 (22 роки)   | Лідер, вокаліст, танцюрист   |
| Ким                 | Keum                | 금                  | Ким Донхьон   | Keum Dong Hyun | 금동현        | 14 травня 2003 (21 рік)    | Репер, головний танцюрист    |
| Мю                  | MU                  | 뮤                  | Со Кьонмін    | Suh Kyung Min  | 서경민        | 14 вересня 2003 (21 рік)   | Ведучий вокаліст             |
| А-Мін               | A-Min               | 아민                | Чо Міну       | Cho Min Woo    | 조민우        | 22 травня 2004 (20 років)  | Вокаліст, головний танцюрист |
| Бексин              | Baekseung           | 백승                | Кім Хьону     | Kim Hyun Woo   | 김현우        | 5 жовтня 2004 (20 років)   | Репер                        |
| Ейден               | Ayden               | 에이든              | Квон Єджун    | Kwon Ye Jun    | 권예준        | 24 січня 2005 (20 років)   | Ведучий репер                |
| Єван                | Yewang              | 예왕                | Со Єван       | Seo Ye Wang    | 서예왕        | 12 березня 2005 (20 років) | Головний вокаліст            |
| Джефф               | Jeff                | 제프                | Лі Джехо      | Lee Jae Ho     | 이재호        | 21 квітня 2005 (19 років)  | Головний репер, макне        |

## Дискографія

### Мініальбоми
| Назва                                                                       | Деталі альбому | Пікові позиції у чартах | Пікові позиції у чартах | Продажі                                   |
| Назва                                                                       | Деталі альбому | KOR                     | JPN                     | Продажі                                   |
| --------------------------------------------------------------------------- | --- | ----------------------- | ----------------------- | ----------------------------------------- |
| Bipolar Pt.1: Prelude of Anxiety                                            | - Реліз: 8 червня 2021 - Лейбл: C9 Entertainment - Формат: CD, цифрове завантаження, стриминг Трек-лист 1. «Go Big» 2. «Lock Down» 3. «Cyanide» 4. «No Question» 5. «Sling Shot»                                                                         | 10                      | 26                      | - Південна Корея: 49,540 - Японія: 1,540  |
| Bipolar Pt.2: Prelude of Love                                               | - Реліз: 26 жовтня 2021 - Лейбл: C9 Entertainment - Формат: CD, цифрове завантаження, стриминг Трек-лист 1. «Love Virus» 2. «Do 4 Me» 3. «Breathtaking» 4. «Traveller» (지구핼 여행자)                                                                   | 6                       | —                       | - Південна Корея: 95,761                  |
| Prelude of Anxiety Chapter 1. '21st Century Boys'                           | - Реліз: 11 квітня 2022 - Лейбл: C9 Entertainment - Формат: CD, цифрове завантаження, стриминг Трек-лист 1. «Lone Wolf» 2. «Anthem of Teen Spirit» (학원歌) 3. «Burnout» (번아웃) 4. «Strike» 5. «I'll Go First»                                         | 5                       | —                       | - Південна Корея: 71,495                  |
| Prelude of Love Chapter 1. 'Puppy Love'                                     | - Реліз: 26 жовтня 2022 - Лейбл: C9 Entertainment - Формат: CD, цифрове завантаження, стриминг | 4                       | —                       | - Південна Корея: 99,998                  |
| Prelude of Love Chapter 2. 'Growing Pains'                                  | - Реліз: 26 квітня 2023 - Лейбл: C9 Entertainment - Формат: CD, цифрове завантаження, стриминг Трек-лист 1. «My Darling» (사랑하는 내 님아) 2. «Sunshower» (여우가 시집가는 날) 3. «Goodbye, My First Love» (안녕, 나의 첫사랑) 4. «Skyline» (꿈의 능선) | 6                       | 24                      | - Південна Корея: 110,669 - Японія: 4,475 |
| Prelude of Anxiety Chapter 2. 'Can We Surrender?'                           | - Реліз: 4 жовтня 2023 - Лейбл: C9 Entertainment - Формат: CD, цифрове завантаження, стриминг Трек-лист 1. «Surrender» 2. «Full Metal Jacket» 3. «Hit the Wall» 4. «No Roof»                                                                             | 3                       | —                       | - Південна Корея: 214,099                 |
| «—» релізи, що не потрапили у чарти або не виходили у відповідних регіонах. | |                         |                         |                                           |

### Сингли
| Назва                                                                       | Рік  | Пікові позиції у чартах | Альбом                                            |
| Назва                                                                       | Рік  | KOR Down.               | Альбом                                            |
| --------------------------------------------------------------------------- | ---- | ----------------------- | ------------------------------------------------- |
| «Lock Down»                                                                 | 2021 | —                       | Bipolar Pt.1: Prelude of Anxiety                  |
| «Do 4 Me»                                                                   | 2021 | —                       | Bipolar Pt.2: Prelude of Love                     |
| «Anthem of Teen Spirit» (학원歌)                                            | 2022 | —                       | Prelude of Anxiety Chapter 1. '21st Century Boys' |
| «Hymn To Love» (사랑歌)                                                     | 2022 | 127                     | Prelude of Love Chapter 1. 'Puppy Love'           |
| «Sunshower»                                                                 | 2023 | —                       | Prelude of Love Chapter 2. 'Growing Pains'        |
| «Full Metal Jacket»                                                         | 2023 | —                       | Prelude of Anxiety Chapter 2. 'Can We Surrender?  |
| «—» релізи, що не потрапили у чарти або не виходили у відповідних регіонах. |      |                         |                                                   |

## Відеографія

### Музичні кліпи
| Назва                   | Рік  | Режисер(и)                   | Прим.  |
| ----------------------- | ---- | ---------------------------- | ------ |
| «Lock Down»             | 2021 | Kim Woo-je (ETUI Collective) | [ 19 ] |
| «Do 4 Me»               | 2021 | Kim Woo-je (ETUI Collective) | [ 20 ] |
| «Anthem of Teen Spirit» | 2022 | Kim Woo-je (ETUI Collective) | [ 21 ] |
| «Hymn to Love»          | 2022 | Kim Woo-je (ETUI Collective) | [ 22 ] |
| «Sunshower»             | 2023 | Kim Woo-je (ETUI Collective) | [ 23 ] |
| «Full Metal Jacket»     | 2023 | Kim Woo-je (ETUI Collective) | [ 24 ] |

## Фільмографія
| Рік  | Назва           | Мережа | Роль         | Нотатки             | Прим.  |
| ---- | --------------- | ------ | ------------ | ------------------- | ------ |
| 2021 | Welcome 2 House | Mnet   | Головні ролі | Реаліті-шоу (з TO1) | [ 25 ] |

## Концерти та тури

### Хедлайнери
- Eight Apex (2022)
- So We Are Not Anxious (2023—2024)[26][27]

### Фанкон
- Sunshower (2023)[28]

## Нагороди та номінації
| Нагорода                             | Рік  | Категорія                         | Номінант                         | Результат | Прим.  |
| ------------------------------------ | ---- | --------------------------------- | -------------------------------- | --------- | ------ |
| Asia Artist Awards                   | 2021 | Male Idol Group Popularity Award  | Epex                             | Номінація | [ 29 ] |
| Gaon Chart Music Awards              | 2022 | New Artist of the Year — Physical | Bipolar Pt.2: Prelude of Love    | Номінація | [ 30 ] |
| Golden Disc Awards                   | 2022 | Rookie Artist of the Year         | Epex                             | Номінація | [ 31 ] |
| Hallyu Influencer Grand Prize Awards | 2022 | The Male Idol in the Rise         | Epex                             | Перемога  | [ 32 ] |
| Hanteo Music Awards                  | 2021 | Rookie Award — Male Group         | Epex                             | Перемога  | [ 33 ] |
| Korea Culture Entertainment Awards   | 2021 | Best New Male Artist              | Epex                             | Перемога  | [ 34 ] |
| Mnet Asian Music Awards              | 2021 | Best New Male Artist              | Epex                             | Номінація | [ 35 ] |
| Mnet Asian Music Awards              | 2021 | Artist of the Year                | Epex                             | Номінація | [ 35 ] |
| Mnet Asian Music Awards              | 2021 | Album of the Year                 | Bipolar Pt.1: Prelude of Anxiety | Номінація | [ 35 ] |
| Seoul Music Awards                   | 2022 | Rookie of the Year                | Epex                             | Перемога  | [ 36 ] |
| Seoul Music Awards                   | 2022 | Popularity Award                  | Epex                             | Номінація | [ 37 ] |
| Seoul Music Awards                   | 2022 | K-wave Popularity Award           | Epex                             | Номінація | [ 37 ] |